# Жильцовская
Жильцовская — нежилая деревня в Шенкурском районе Архангельской области. Входит в состав муниципального образования «Ровдинское».

## География
Деревня расположена в южной части Архангельской области, в таёжной зоне, в пределах северной части Русской равнины, в 72 километрах на юго-запад от города Шенкурска, на левом берегу реки Суланда, притока Пуи. Ближайшие населённые пункты: на севере, на противоположенном берегу реки, деревня Клементьевская.
Часовой пояс
Жильцовская, как и вся Архангельская область, находится в часовой зоне МСК (московское время). Смещение применяемого времени относительно UTC составляет +3:00.

## Население
| 2002 | 2010 | 2012 |
| ---- | ---- | ---- |
| 0    | →0   | →0   |

## История
Указана в «Списке населённых мест по сведениям 1859 года» в составе Шенкурского уезда(1-го стана) Архангельской губернии под номером «2091» как «Жильцовская». Насчитывала 6 дворов, 24 жителей мужского пола и 30 женского.
В «Списке населенных мест Архангельской губернии на 1 мая 1922 года Клементьевская(Жильцовская, Ильинская) насчитывает 13 дворов, 31 мужчину и 39 женщин.  В административном отношении деревня входила в состав Михайловского сельского общества Михайловской волости, которая была выделена 1 марта 1918 года из Верхосуландской волости.